# Paul Matschie
Georg Friedrich Paul Matschie (Brandenburg an der Havel, 11 de agosto de 1861 – Berlin-Friedenau, 7 de março de 1926) foi um zoólogo alemão. 

## Vida
Ele estudou matemática e ciências naturais nas Universidades de Halle e Berlim, depois trabalhando como voluntário não remunerado no Berlin Zoological Museum com Jean Cabanis (1816–1906). Em 1892 passou a comandar o departamento de mamíferos do museu, tornando-se posteriormente curador (1895) e, em 1902, alcançando o título de professor. Em 1924 foi nomeado segundo diretor do museu.
Durante os anos de 1891 a 1893, ele descreveu 11 novas espécies de répteis. Uma espécie de lagartixa, Hemidactylus matschiei (Tornier, 1901), é nomeada em sua homenagem. Matschie organizou o quinto Congresso Internacional de Zoólogos em Berlim e foi por alguns anos co-editor da revista Natur und Haus.
O canguru-árvore de Matschie (Dendrolagus matschiei) e o galago de Matschie (Galago matschiei) são duas espécies de mamíferos que levam seu nome.

## Escritos selecionados
Em alemão, exceto conforme indicado:
- Die Säugthiere Deutsch-Ost-Afrikas, 1895.
- Säugethiere, 1898.
- Die Megachiroptera des Berliner Museums für Naturkunde, 1899.
- Die Fledermäuse des Berliner Museums für Naturkunde, etc., 1899.
- Die Säugetiere der von W. Kükenthal auf Halmahera, Batjan und Nord-Celebes gemachten Ausbeute by Paul Matschie and W G Kükenthal, 1900.
- Le sanglier noir de l'Ituri "Hylochoerus ituriensis", 1906. (em francês).
- Mammalia, Aves, Reptilia, Amphibia, Pisces by Paul Matschie, et al. 1909.[4]